# پارادوکس کلاغ‌ها
پارادوکس کلاغ توسط همپل (Hempel) بدین گونه مطرح می شود: گزاره «همه کلاغها سیاه هستند» با گزاره «هر غیرسیاهی، غیرکلاغ است» هم ارز است؛ لذا هر مشاهده ای که گزاره دوم را تأیید کند، باید گزاره اول را نیز تأیید کند. 
به این ترتیب، مشاهده هر غیرسیاهی که غیرکلاغ باشد (مثلاً مشاهده یک سیب سرخ یا یک کفش سفید) گزاره «همه کلاغها سیاه هستند» را تأیید می کند! 
هر چند این مسئله به نظر مضحک و غیرمنطقی می رسد ولی پاسخ خودِ همپل به این سؤال مثبت است. وی می گوید که مشاهده هر غیرسیاهی که غیرکلاغ باشد گزاره «همه کلاغها سیاه هستند» را تأیید می کند، هرچند که این تأیید خیلی ضعیف و ناچیز است.
بسیاری از مؤلفین بر این نظر نیستند و آن را رد می کنند. به عنوان مثال، نلسون گودمن (Nelson Goodman - 1955) از اصطلاحی به نام پرنده‌شناسی داخل اتاق (Indoor ornithology) استفاده می کند و می گوید در این صورت ما می توانیم تحقیقات زیادی در مورد رنگ کلاغ'ها انجام دهیم، بدون آنکه حتی از اتاق بیرون رویم و به یک کلاغ نگاه کنیم!